# Heyworth, Illinois
Heyworth là một làng thuộc quận McLean, tiểu bang Illinois, Hoa Kỳ. Năm 2010, dân số của làng này là 2841 người.

## Dân số
Dân số qua các năm:
- Năm 2000: 2431 người.
- Năm 2010: 2841 người.